# تيد فرانك
تيد فرانك (بالإنجليزية: Ted Frank)‏ هو محامي أمريكي، ولد في 14 ديسمبر 1968.